# 드라마 홀릭!
드라마 홀릭!(일본어: ドラマホリック!)는 TV 도쿄 계열에서 매주 수요일의 드라마이다.

## 작품 소개
- 《사역소》
- 《나는 어디에서》
- 《렌탈 아무것도 하지 않는 사람》
- 《남학교》
- 《게키카라도우》
- 《다이브》
- 《그냥 이혼하지 않을 뿐》